# Edvard Polón
Ulrik Wilhelm Eduard Polón (né le 16 juin 1861 à Nastola – mort le 30 septembre 1930 à Helsinki) est un entrepreneur et homme politique finlandais.

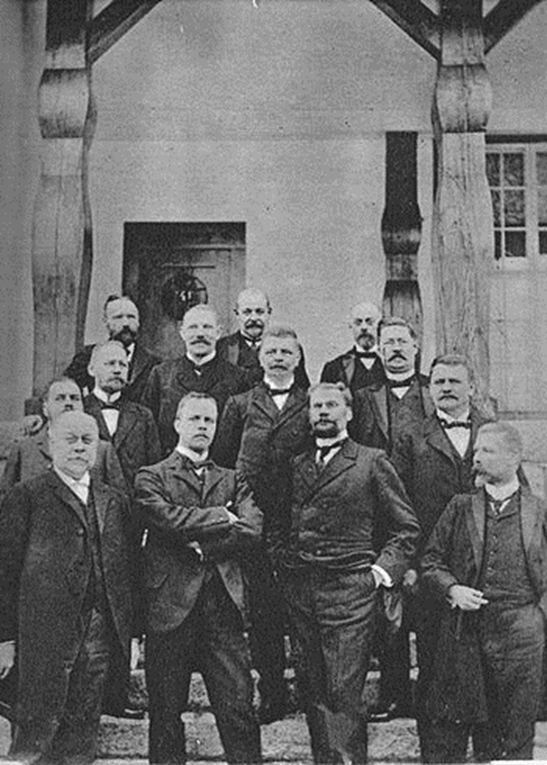
Membres de Kagaali le 10 avril 1903 à Espoo. Deuxième à gauche Eero Erkko, derrière lui Pehr Evind Svinhufvud, Eduard Polón le deuxième à partir de la droite.

## Biographie
En 1891, il participe à la création de Assurances Pohjola (fi) et 1904 du groupe de presse Sanoma.
En 1898, il est l'un des fondateurs de la société Suomen Gummitehdas (fi) dont naîtra Nokia.
Edvard Polón est considéré comme le créateur de Nokia.
Edvard Polón est l'un des créateurs de l'organisation secrète Kagaali. En 1916, il sera exilé au gouvernement de Kostroma en Sibérie.